# Tarut
Tarut (en árabe: تاروت‎) es una localidad de Arabia Saudita, en la región oriental.

## Demografía
Según estimación 2010 contaba con 114008 habitantes.
- Datos: Q6139119

1. 1 2  Word Gazetteer.